# دهستان کشتگان
دهستان کشتگان، یکی از دهستان‌های بخش بم‌پشت شهرستان سراوان در استان سیستان و بلوچستان ایران است. مرکز این دهستان، روستای کشتگان است.

## جمعیت
بر پایه سرشماری عمومی نفوس و مسکن در سال ۱۳۹۵، جمعیت دهستان کشتگان برابر با ۸٬۳۴۹ نفر بوده‌است.